# Karen Morse (química)
Karen Dale Williams Morse es química inorgánica. Fue presidenta de la Western Washington University desde 1993 hasta 2008, y fue nombrada Profesora Distinguida Bowman en 2014. Es miembro electo de la Asociación Estadounidense para el Avance de la Ciencia.

## Educación y carrera
Morse tiene una licenciatura de la Universidad de Denison (1962) y una maestría y un doctorado de la Universidad de Míchigan. Durante su doctorado trabajó en los ácidos de Lewis. Morse se incorporó al profesorado de la Universidad Estatal de Utah en 1968 en el departamento de química y bioquímica y posteriormente se convirtió en jefa de departamento, decana y fue nombrada rectora en 1989. En 1993 se trasladó a la Western Washington University, donde fue presidenta hasta 2008. En 2014, Morse fue nombrada Profesora Distinguida Bowman de la Western Washington University.
Las primeras investigaciones de Morse se centraron en la producción y las propiedades de las fosfinas. También trabajó en los borohidruros, los fosfitos, los compuestos de metal-fósforo, y las arilfosfinas. Morse también dirigió el comité de formación profesional en la American Chemical Society.

## Publicaciones seleccionadas
- Takusagawa, Fusao; Fumagalli, Alessandro; Koetzle, Thomas F.; Shore, Sheldon G.; Schmitkons, Thomas; Fratini, Albert V.; Morse, Karen W.; Wei, Chiau-Yu et al. (1981). «Neutron and x-ray diffraction studies of tris(methyldiphenylphosphine)[tetrahydroborato(1-)]copper, Cu[P(C6H5)2CH3]3(BH4). The first accurate characterization of an unsupported metal-hydrogen-boron bridge bond». Journal of the American Chemical Society (en inglés) 103 (17): 5165-5171. ISSN 0002-7863. doi:10.1021/ja00407a035.
- Morse, Karen W.; Morse, Joseph G. (1973). «Free radical reactions of tetrafluorodiphosphine. Preparation of 1,2-bis(difluorophosphino)ethane». Journal of the American Chemical Society (en inglés) 95 (25): 8469-8470. ISSN 0002-7863. doi:10.1021/ja00806a057.
- Morse, Joseph G.; Morse, Karen W. (1975). «Photoreactions of tetrafluorodiphosphine with nonsubstituted olefins and perfluoroolefins». Inorganic Chemistry (en inglés) 14 (3): 565-569. ISSN 0020-1669. doi:10.1021/ic50145a024.
- Fife, Dennis J.; Moore, William M.; Morse, Karen W. (1984). «Solution equilibria of tertiary phosphine complexes of copper(I) halides». Inorganic Chemistry (en inglés) 23 (12): 1684-1691. ISSN 0020-1669. doi:10.1021/ic00180a011.
- Bommer, Jerry C.; Morse, Karen W. (1980). «Single hydrogen-boron bridged species: tris(methyldiphenylphosphine) complexes of silver(I) and copper(I) containing tetrahydroborate and (ethoxycarbonyl)trihydroborate». Inorganic Chemistry (en inglés) 19 (3): 587-593. ISSN 0020-1669. doi:10.1021/ic50205a003.

## Premios y honores
Morse fue elegida miembro de la Asociación Estadounidense para el Avance de la Ciencia en 1986. En 1997 recibió la Medalla Garvan-Olin por logros científicos de una mujer química de la American Chemical Society. En 2012, la Western Washington University nombró al edificio de química Karen W. Morse Hall en reconocimiento a ella. En 2021, la Universidad Estatal de Utah le concedió un doctorado honorífico.